# Francisco III Gonzaga
Francisco III Gonzaga, em italiano Francesco III Gonzaga (10 de março de 1533 – 22 de fevereiro de 1550), foi Duque de Mântua e Marquês de Monferrato de 1540 até à sua morte.
Era o filho mais velho de Frederico II Gonzaga, Duque de Mântua e de sua mulher Margarida Paleóloga. Em 22 de outubro de 1549, casou com Catarina de Áustria, filha do imperador Fernando I.

## Biografia
Francisco III tinha apenas 7 anos quando o seu pai morreu mas, apesar disso, foi aclamado Duque de Mântua em 5 de julho de 1540, sob regência de sua mãe Margarida Paleólogo e dos tios paternos Hércules Gonzaga e Ferrante Gonzaga, que são nomeados seus tutores.
O imperador Carlos V, concede-lhe a investidura como monarca dos referidos territórios em 28 de junho de 1543, encontrando-se com o pequeno Francisco e sua mãe no castelo de Medole, na presença de Ferrante Gonzaga, governador de Milão, e do cardeal Hércules Gonzaga. Na mesma ocasião, foram acordadas as núpcias do pequeno duque com a sobrinha do imperador, Catarina de Áustria, filha de Fernando de Habsburgo.
As núpcias realizaram-se em 22 de outubro de 1549, logo após Francisco ter completado os dezasseis anos de idade. A vida em comum dos dois jovens esposos teve uma breve duração: um par de meses após a chegada a Mântua da consorte, o duque cai nas gélidas águas dum lago durante uma caçada, ficando com os pulmões seriamente afetados. Após um período em que parecia ter recuperado, o jovem duque tem uma recaída e morre. Foi sepultado na Basílica Palatina de Santa Barbara.
Catarina regressa à Áustria e a sucessão ducal passa a Guilherme Gonzaga, irmão mais novo de Francisco, ainda sob a tutela da mãe e dos tios.